# Hauptstraße C28
Die Hauptstraße C28 (Englisch: Main Road C28) ist die kürzeste Verbindungsstraße zwischen Zentralnamibia und der Südatlantikküste und neben der Nationalstraße B2 eine landschaftlich reizvolle Alternative für die Autostrecke zwischen Windhoek und Swakopmund. Es handelt sich überwiegend um eine Schotterstraße. 
Die C28 durchquert den Namib-Naukluft-Nationalpark und die Wüste Namib.